# Platypalpus hemispinosus
Platypalpus hemispinosus är en tvåvingeart som beskrevs av Patrick Grootaert 1995. Platypalpus hemispinosus ingår i släktet Platypalpus och familjen puckeldansflugor.
Artens utbredningsområde är Spanien. Inga underarter finns listade i Catalogue of Life.